# مایدان، شهرستان مینسک
مایدان (به لهستانی: Majdan) یک روستا در منطقه اداری گمینا شیه‌نیتسا واقع در شهرستان مینسک استان ماسوویان در شرق مرکزی کشور لهستان است.